# Jean-Charles Cirilli
Jean-Charles Cirilli est un footballeur français né le 10 septembre 1982 à Saint-Étienne. Il est actuellement entraîneur des U19 Féminines à l'AS Saint-Étienne.

## Biographie
Jean-Charles Cirilli a commencé le football au club du FCO Firminy puis a été formé à l'AS Saint-Étienne. Après être sortie du centre de formation, il intègre l'OGC Nice où il disputa ses premiers matchs professionnels en Ligue 2 lors de la saison 2001-2002. Considéré comme un joueur de complément, il est laissé libre en 2003 après une poignée d'apparitions en Ligue 1.
Il s'engage alors un an au Nîmes Olympique en National, avant de rejoindre l'AS Cannes toujours en National, où il sera opéré des ligaments croisés du genou.
En 2006, il rejoint l'AC Arles en CFA, club avec lequel il montera d'abord en National (2007) puis en Ligue 2 (2009) et enfin en Ligue 1 (2010).
En 2010, il s'engage en National avec l'Amiens SC avec qui il effectuera une nouvelle montée en Ligue 2.
Il en est à sa 5e montée, dont trois consécutives.[Quand ?]

## Carrière
- Formation :  AS Saint-Étienne
- 2001-2003 :  OGC Nice (L1, L2)
- 2003-2004 :  Nîmes Olympique (National)
- 2004-2006 :  AS Cannes (National)
- 2006-2010 :  AC Arles-Avignon (CFA, National, L2)
- 2010-2013 :  Amiens SC (L2, National)
- 2013-2015 :  ÉFC Fréjus Saint-Raphaël (National)

## Statistiques
| Saison      | Club                     | Pays   | Division | Championnat       |
| ----------- | ------------------------ | ------ | -------- | ----------------- |
| 2001 - 2002 | OGC Nice                 | France | Ligue 2  | 6 matchs          |
| 2002 - 2003 | OGC Nice                 | France | Ligue 1  | 3 matchs          |
| 2003 - 2004 | Nîmes Olympique          | France | National | 27 matchs         |
| 2004 - 2005 | AS Cannes                | France | National | 20 matchs         |
| 2005 - 2006 | AS Cannes                | France | National | 23 matchs         |
| 2006 - 2007 | AC Arles                 | France | CFA      | 22 matchs         |
| 2007 - 2008 | AC Arles                 | France | National | 28 matchs         |
| 2008 - 2009 | AC Arles                 | France | National | 28 matchs         |
| 2009 - 2010 | AC Arles-Avignon         | France | Ligue 2  | 13 matchs / 1 but |
| 2010 - 2011 | Amiens SC                | France | National | 32 matchs         |
| 2011 - 2012 | Amiens SC                | France | Ligue 2  | 25 matchs         |
| 2012 - 2013 | Amiens SC                | France | National | 13 matchs         |
| 2012 - 2013 | ÉFC Fréjus Saint-Raphaël | France | National | 16 matchs         |
| 2013 - 2014 | ÉFC Fréjus Saint-Raphaël | France | National | 12 matchs         |

Dernière mise à jour au 1er juillet 2014

## Palmarès
- Champion de CFA : 2007 (AC Arles)
- Accession en Ligue 2 à l'issue de la saison de National : 2009 (AC Arles)